# Annika Ryberg Whittembury
Annika Isabel Ryberg Whittembury, född 18 juni 1973 i Höga Kusten, är en svensk-peruansk skådespelerska och filmregissör.

## Biografi
Annika Ryberg Whittembury har magisterexamen i filmskådespeleri vid Stockholms Konstnärliga Högskola och Fil.Kand i Filmregi vid Akademi Valand, Göteborgs Universitet. Hon har också studerat skådespeleri vid Facultad de Artes Escénicas Pontificia Universidad Católica del Perú i Perú.    
I Sverige blev hon känd för sin roll som Paola Salinas Barrio i Snabba Cash av Daniel Espinosa och Snabba Cash II av Babak Najafi. Hon har spelat i ett tiotal filmer sedan sin debut år 1999.